# Flor Javier
Flor Angélica Javier Roque (Ranrahirca, 6 de septiembre de 1997) es una cantante peruana de música folclórica.

## Biografía
Flor Angélica Javier Roque nació el 6 de septiembre de 1997 en el distrito de Ranrahirca de la provincia de Yungay en Áncash. Flor es la cuarta hija de Óscar Javier y Paulina Roque.
Su pasión por la música se desarrolló desde temprana edad, y en año 2016 decidió grabar su primer huaino con requinto, Locura de amor, esta canción le abrió las puertas del éxito, permitiéndole llegar a los principales medios radiofónicos y comenzar a presentarse en eventos folclóricos.
En 2018, Flor Javier celebró su primer aniversario como cantante en Los Portales del Huayllabamba, frente a Megaplaza de Los Olivos, en ese evento compartió escenario con artistas de talla internacional como el reconocido Chinito del Ande, con quien canto a dúo.
A pesar de que la pandemia de COVID-19 llegó en un momento de gran auge para su carrera musical, Flor Javier ha continuado trabajando para llevar música a más lugares del Perú.

## Discografía

### Canciones como solista
- «Amantes»
- «El pendejo»
- «Amor por Internet»
- «Falso amor»
- «Morir a tu lado»
- «Caradura»
- «Pasasla hueyta»
- «Tengo miedo»